# Edificios de la Autoridad Portuaria de Huelva
Los edificios de la Autoridad Portuaria son una pareja de edificios ubicada en la ciudad española de Huelva, que figuran en el Catálogo General del Patrimonio Histórico Andaluz. Cumplen funciones administrativas para la Autoridad Portuaria de Huelva.

## Descripción
Los edificios se encuentran en los números 6 y 8 de la avenida de Hispanoamérica de la ciudad de Huelva, en Andalucía.
Los dos edificios, pertenecientes al Movimiento Moderno, fueron proyectados por el arquitecto Francisco Sedano Arce para la Junta de Obras del Puerto y construidos entre 1941 y 1942. Se trata de dos bloques simétricos y exentos que marcan el acceso al Muelle de Levante del Puerto.
Un rico juego volumétrico caracteriza los exteriores, en los que destacan, en los frentes que miran a la ciudad, las formas semicilíndricas de las esquinas en contraste con las prismáticas del resto de la edificación, los retranqueos de los pisos que dan lugar a espacios aterrazados, la alternancia de alturas con zonas de una, dos y tres plantas (cuerpo de escalera) y las sombras que generan las marquesinas sobre delgados pilares cilíndricos. Franjas de ladrillo visto enmarcan los huecos.
Fueron inscritos en el Catálogo General del Patrimonio Histórico Andaluz con carácter genérico el 7 de agosto de 2006, mediante una resolución publicada el 8 de septiembre de ese mismo año en el Boletín Oficial de la Junta de Andalucía.